# Deserted Palace
Deserted Palace ist das erste Studioalbum des französischen Musikers Jean-Michel Jarre. Veröffentlicht wurde es 1972 von Sam Fox Records.

## Besonderheit
Das erste Studioalbum Jarres wurde 1972 in kleiner Auflage beim US-amerikanischen Plattenlabel Sam Fox Productions veröffentlicht, welches auf die Produktion von Gebrauchsmusik spezialisiert war. Die Stücke waren somit als musikalische Begleitung beispielsweise für Film- oder Fernsehproduktionen gedacht. Dementsprechend handelt es sich nicht wie bei Oxygène um ein zusammenhängendes Werk, sondern um eine Sammlung von sehr unterschiedlichen Stücken.
Das Album wurde trotz des großen Erfolges der nachfolgenden Alben Jarres bis 2025 nicht wieder veröffentlicht, ist aber als Bootleg im Umlauf. 2011 wurden sechs Titel des Albums auf dem Kompilationsalbum Essentials & Rarities erstmals auf CD veröffentlicht.

## Titelliste
- Geschrieben und arrangiert von Jean-Michel Jarre
  1. Poltergeist Party – 2:16
  2. Music Box Concerto – 2:46
  3. Rain Forest Rap Session – 1:44
  4. A Love Theme for Gargoyles – 1:15
  5. Bridge of Promises – 3:19
  6. Exasperated Frog – 0:51
  7. Take Me to Your Leader – 2:00
  8. Deserted Palace – 2:27
  9. Pogo Rock – 1:08
  10. Windswept Canyon – 7:44
  11. The Abominable Snowman – 0:56
  12. Iraqi Hitch-Hiker – 2:32
  13. Free Floating Anxiety – 2:19
  14. Synthetic Jungle – 1:43
  15. Bee Factory – 1:00

## Besetzung
- Jean-Michel Jarre – Keyboards, Synthesizer, Orgel, Percussion